# Rosario Pecoraro
Rosario Pecoraro, più noto come Saro, detto Tristezza (Lercara Friddi, 6 aprile 1933), è un fantino italiano.

## La carriera al Palio di Siena
La fama di Tristezza si lega principalmente al Palio di Siena, corsa nella quale il fantino siciliano ha disputato ben 41 carriere, vincendone 5. Anche il fratello di Rosario Pecoraro, Antonio, ha corso a Siena. La sua carriera è stata però brevissima, essendo consistita solo di una partecipazione, il 2 luglio 1963 nell'Aquila su Zaffira, conclusasi senza troppi clamori. Curiosità: Antonio Pecoraro fu soprannominato Sorriso, in contrapposizione al soprannome del fratello, Tristezza.
L'esordio a Siena avviene il 2 luglio 1955, quando Pecoraro viene chiamato dalla Pantera per montare l'esordiente Rondello. La carriera è buona e Tristezza parte secondo, tallonando il Nicchio con il grande Vittorino su Vermiglia. Già a San Martino la Pantera viene sopravanzata dal favorito Bruco, che quel giorno, grazie a Ciancone e Sturla, tornerà alla vittoria dopo 33 anni, apprestandosi tuttavia a un ancora più lungo digiuno che durerà ben 41 anni.
Dopo 4 anni senza vittorie, in cui comunque si mette in mostra con buone prove (specie nella Torre il 2 luglio 1956 su Belfiore e il 16 agosto 1957 su Tanaquilla), anche per Tristezza giunge il primo sigillo. In occasione del Palio del 2 luglio 1959 Tristezza corre per l'Aquila sull'esordiente Salomè de Mores. I favori del pronostico sono tutti per la Chiocciola, con Solitario su Uberta de Mores (sorella di Salomè), e infatti la Contrada di San Marco scatta in testa, tallonata da Oca e Aquila, che dal primo posto allo steccato parte bene, nonostante il deciso ostacolo della rivale Pantera. Superata ben presto l'Oca, Tristezza si lancia all'inseguimento della Chiocciola e al secondo San Martino riesce a prendere il comando. Complice anche la caduta della Chiocciola al secondo Casato, l'Aquila non molla più il comando e vince nettamente.
Il 2 luglio dell'anno dopo Tristezza corre per la Selva, contrada che vanta grandi speranze di vittorie grazie al soggetto toccatole in sorte, la forte Tanaquilla (già due volte vittoriosa). Ironia della sorte, ancora una volta la favorita è la Chiocciola, con Canapino su Uberta de Mores (la stessa cavalla dell'anno precedente). La partenza della Selva, tra i canapi al primo posto, è fulminea e, dopo aver seguito per un breve tratto Drago e Lupa, Tristezza prende il comando. Solo la Lupa (con Ciancone su Gavottina) regge il passo della Selva, mentre la Chiocciola subisce il duro ostacolo della rivale Tartuca. Quando Canapino riesce a liberarsi e a superare la Lupa, ormai la Selva è imprendibile e Tristezza bissa il successo dell'anno precedente.
Ad agosto Tristezza corre nuovamente per la Selva, cui la sorte ha assegnato Salomè de Mores, facendola pensare concretamente al cappotto. La carriera non va però come sperato e, dopo una partenza in sordina, Tristezza tenta una disperata rimonta, ma quando si riporta tra il gruppo delle battistrada cade, lasciando via libera al Nicchio con Vittorino su Uberta de Mores.
Sarà proprio con Uberta che Tristezza vincerà, il 2 luglio 1961, il suo terzo Palio. A chiamarlo è l'Istrice, strafavorito soprattutto per il fatto che Uberta ha vinto gli ultimi tre Palii consecutivi. La strepitosa cavalla non delude le aspettative neanche stavolta: l'Istrice parte nettamente primo e Tristezza può lanciare Uberta verso un successo nettissimo, il terzo della Contrada di Camollia negli ultimi cinque anni.
Tristezza pare lanciato verso prossime vittorie, ma i periodi a seguire non saranno facili. Enorme la delusione al successivo Palio dell'Assunta, quando la Tartuca, che ha ricevuto in sorte Uberta, gli riaffida la monta della cavalla. In effetti, alla mossa Tristezza scatta in testa e conduce in sicurezza fino al terzo San Martino: qui però cade e lascia via libera alla Torre, con Vittorino su Salomè, che vincono il Palio.
Dopo ben 6 anni dall'ultima vittoria, Tristezza torna a sorridere in occasione del Palio straordinario del 24 settembre 1967, indetto in occasione del LIX Congresso della Società Italiana per il Progresso delle Scienze. Il fantino siciliano corre per la Giraffa e le chance di vittoria ci sono tutte, data la potenza del barbero da montare, il Topolone (segnato in quella carriera come Ettore). Il Palio che va in scena assume caratteri anche surreali, specie quando la mattina del 24 settembre si scopre che il Drappellone dipinto da Bruno Marzi è stato trafugato (solo in serata si faranno avanti gli autori, alcuni goliardi bolognesi, che restituiranno comunque il cencio), costringendo così ad esporre sul Carroccio il bozzetto. Quando poi prende il via la corsa, scattano in testa Onda e Oca, mentre la Giraffa, con Tristezza che spinge fortissimo Topolone per recuperare, cade rovinosamente a San Martino. Sono attimi di terrore per il fantino che, rialzatosi incolume, vede l'amato barbero incastrato tra i materassi: fortunatamente anche Topolone è illeso, ma intanto avviene l'incredibile. Al Casato, dopo che l'Oca finisce sul tufo, scoppia il mortaretto: la mossa, pur con enorme ritardo è annullata. Gli ondaioli inveiscono contro il mossiere Jago Fuligni, che sparisce dal verrocchio. Il suo posto viene così preso da un vigile urbano, Fedro Valentini, che fa tornare le contrade ai canapi per una nuova partenza. Stavolta la Giraffa non si fa trovare impreparata: Tristezza e Topolone fanno immediatamente il vuoto e vincono con un netto vantaggio.
L'ormai indubbia classe di Tristezza non sortisce però nuove vittorie per altri anni. Il 2 luglio 1972 ha luogo una nuova grossa delusione. Tristezza corre per il Montone sul forte Orbello, ma deve fare i conti con l'altra grande favorita, la Tartuca, con Aceto su Mirabella. La lotta tra i due fantini è accesissima, finché al secondo giro Tristezza prende il comando. Sembra fatta, ma all'ultimo San Martino Orbello non curva, lasciando via libera ad Aceto.
L'anno dopo Tristezza corre a luglio per la Lupa. La contrada di Vallerozzi è all'epoca la nonna del Palio e conta sul fantino siciliano per tornare alla vittoria che manca da 20 anni. Il barbero da montare ha tutte le carte in regola per l'impresa: è il grandissimo Panezio, all'epoca ancora senza vittorie all'attivo, ma che di successi ne raccoglierà ben 8 nella sua carriera (record assoluto insieme a Folco, altro veloce cavallo degli anni trenta e quaranta). La rivale della Lupa, l'Istrice, è in Piazza e, decisa a ostacolare la vittoria lupaiola, si affida ad Aceto. Alla mossa però Tristezza si allontana ben presto dalla rivale, lanciandosi all'inseguimento delle battistrada. In breve si forma un "treno" composto da Bruco, Nicchio, Drago e Lupa. Le prime due (che montano rispettivamente Canapino su Marco Polo II e Rondone su Pitagora) si danno battaglia e al secondo San Martino il reciproco ostacolo le manda sul tufo. Drago e Lupa prendono così il comando: il fantino del Drago, Bazza, spinge al massimo Mirabella, ma la potenza di Panezio è superiore. La Lupa tallona il Drago fino al terzo passaggio di fronte al Palco delle Comparse, quando prende il comando e vince tra il tripudio dei suoi contradaioli.
Per Tristezza è un grande successo, ma sarà anche l'ultimo della sua carriera. Correrà altri due Palii con la Lupa (quello dell'Assunta del 1973 e quello di Provenzano del 1975), poi lascerà definitivamente la carriera di fantino.
Ha proseguito con l'attività di allenatore professionista di cavalli da corsa, per competizioni regolari in ippodromo, principalmente in Toscana.

## Presenze al Palio di Siena
Con 5 vittorie su 41 Palii disputati, Tristezza è uno dei più vittoriosi fantini del XX secolo. Ha regalato la gioia del successo una volta ciascuna ad Aquila, Selva, Istrice, Giraffa e Lupa. Ha corso almeno una volta per tutte le contrade, eccezion fatta per Drago, Oca ed Onda.
Le vittorie sono evidenziate ed indicate in neretto.
| Palio             | Contrada     | Cavallo                  |
| ----------------- | ------------ | ------------------------ |
| 2 luglio 1955     | Pantera      | Rondello                 |
| 16 agosto 1955    | Chiocciola   | Aminga                   |
| 2 luglio 1956     | Torre        | Belfiore (scosso)        |
| 16 agosto 1956    | Pantera      | Santuzza (scosso)        |
| 2 luglio 1957     | Torre        | Vespa                    |
| 16 agosto 1957    | Torre        | Tanaquilla               |
| 2 luglio 1958     | Pantera      | Barbara                  |
| 16 agosto 1958    | Valdimontone | Stella III               |
| 2 luglio 1959     | Aquila       | Salomè de Mores          |
| 16 agosto 1959    | Aquila       | Le Gigolette             |
| 2 luglio 1960     | Selva        | Tanaquilla               |
| 16 agosto 1960    | Selva        | Salomè de Mores (scosso) |
| 4 settembre 1960  | Leocorno     | Capriola                 |
| 5 giugno 1961     | Leocorno     | Belinda                  |
| 2 luglio 1961     | Istrice      | Uberta de Mores          |
| 16 agosto 1961    | Tartuca      | Uberta de Mores (scosso) |
| 2 luglio 1962     | Pantera      | Beatrice (scosso)        |
| 16 agosto 1962    | Chiocciola   | Capriola (scosso)        |
| 16 agosto 1963    | Nicchio      | Arianna                  |
| 2 luglio 1964     | Nicchio      | Zaffira (scosso)         |
| 16 agosto 1964    | Civetta      | Dubba (scosso)           |
| 2 luglio 1965     | Istrice      | Falco                    |
| 16 agosto 1965    | Lupa         | Selvaggia                |
| 2 luglio 1966     | Chiocciola   | Sambrina (scosso)        |
| 17 agosto 1966    | Civetta      | Bolero                   |
| 2 luglio 1967     | Istrice      | Sambrina (scosso)        |
| 16 agosto 1967    | Giraffa      | Bolero                   |
| 24 settembre 1967 | Giraffa      | Topolone                 |
| 2 luglio 1968     | Giraffa      | Bolero                   |
| 16 agosto 1968    | Istrice      | Beatrice (scosso)        |
| 2 luglio 1969     | Istrice      | Arianna                  |
| 16 agosto 1969    | Giraffa      | Arianna (scosso)         |
| 2 luglio 1970     | Pantera      | Macchina II (scosso)     |
| 16 agosto 1970    | Bruco        | Ferida                   |
| 16 agosto 1971    | Pantera      | Dispettoso               |
| 2 luglio 1972     | Valdimontone | Orbello                  |
| 16 agosto 1972    | Valdimontone | Pitagora (scosso)        |
| 17 settembre 1972 | Lupa         | Manon                    |
| 2 luglio 1973     | Lupa         | Panezio                  |
| 16 agosto 1973    | Lupa         | Satiro (scosso)          |
| 2 luglio 1975     | Lupa         | Rio Marin                |

## Vittorie al Palio di Asti
Tristezza ha vinto una volta al Palio di Asti: accadde nell'edizione del 1969, quando trionfò con il Borgo San Pietro su Skygirl, ribattezzata nell'occasione "Losna" (Fulmine in lingua piemontese).
| Palio | Rione, Borgo, Comune | Cavallo         | Piazzamento |
| ----- | -------------------- | --------------- | ----------- |
| 1969  | Borgo San Pietro     | Skygirl (Losna) | 1º          |